# 아르본
아르본(독일어: Arbon)은 스위스 투르가우주에 있는 아르본구의 역사적인 도시이자 지자체이자 지역 수도이다.
아르본은 각각 콘스탄츠 / 로만스호른과 로르샤흐 / 쿠어 또는 장크트갈렌 사이의 철도 노선에 있는 콘스탄스 호수의 남쪽 해안에 위치하고 있다.
6500년 전의 선사 시대 정착지이다. 반도에 있는 성의 요소는 13세기 전반부에 중세 도시로 발전한 후기 로마 방어 요새의 일부였다.
아르본의 공식 언어는 (스위스 표준의 변종) 독일어이지만, 주요 구어 언어는 알레만계 스위스 독일어 방언의 현지 변종이다.

## 지리
아르본은 로만스호른과 로르샤흐 사이의 콘스탄스 호수 남서쪽 해안에 있는 반도에 위치하고 있다. 남쪽에서 시정촌은 장크트갈렌주와 접해 있다. 장크트갈렌은 가장 가까운 대도시이다.
주변 언덕은 선사 시대에 존재했던 라인 빙하의 나머지 빙퇴석이다.
주변 지자체는 (북쪽에서 시계 반대 방향으로) 에그나흐, 로크빌, 베르크, 슈타이나흐 및 호른이다. 콘스탄스 호수는 북동쪽과 동쪽에서 시정촌 경계를 형성한다.
아르본의 면적은 2009년 기준으로 5.94k㎡이다. 이 면적 중 2.23k㎡ (37.5%)가 농업 목적으로 사용되는 반면 0.32k㎡ (5.4%는 산림이다. 나머지 토지 중 3.31k㎡ (55.7%)가 정착(건물 또는 도로), 0.04k㎡ (0.7%)가 강 또는 호수이고 0.03k㎡ (0.5%)는 비생산적인 토지이다.
건축면적 중 공업용 건물이 전체 면적의 27.8%, 주택 및 건물이 9.9%, 교통 기반 시설이 1.5%를 차지했다. 전력 및 수자원 기반 시설 및 기타 특별 개발 지역은 면적의 5.4%를 구성하고 공원, 녹지대 및 스포츠 경기장은 11.1%를 구성한다. 산림지 중 전체 토지의 2.4%는 울창한 산림이며, 3.0%는 과수원이나 작은 나무 군락으로 덮여 있다. 농경지 중 29.3%는 작물 재배에 사용되며, 8.2%는 과수원이나 포도나무 작물에 사용된다.
아르본의 면적은 5.9km2에 불과하지만 6개 지역으로 나뉜다. 알트슈타트는 중앙에 있으며, 전형적인 중세 건물과 좁은 거리가 있다. 최근 몇 년 동안 중앙에서 자동차 교통량을 줄이기 위한 노력이 있었다. 베르클리(Bergli)는 그것이 놓여 있는 언덕의 이름을 따서 명명되었다. 아르본의 남부 지역은 산업화 기간 동안 노동 계급의 이웃으로 시작되었다. 여기에는 노이슈타트(Neustadt), 블라이쉬(Bleiche) 및 슈타허홀츠(Stacherholz)의 이웃이 포함된다. 이 산업 지역은 새로운 개발에 한계가 있다.
슈타헨(Stachen)과 프라슈나흐트는 1998년에 통합된 지방 자치 단체의 독립적인 부분이다. 슈타헨과 아르본은 함께 성장했지만, 프라슈나흐트와 다른 두 곳 사이에는 여전히 시골 지역이 있다.

### 기후

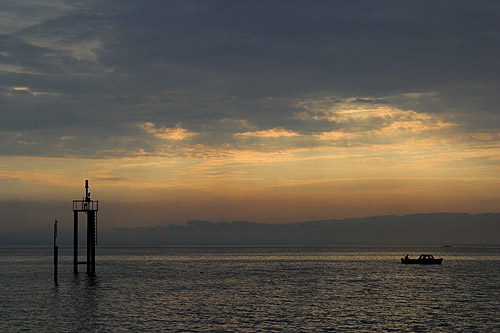
콘스탄스호

콘스탄스 호수는 아르본의 기후가 여름과 겨울 모두 온화함을 보장한다.
서쪽에서 불어오는 따뜻한 바람은 북동쪽에서 불어오는 건조하고 차가운 대륙풍을 만나 많은 비를 몰고 온다. 남쪽에서 알프스를 넘어오는 따뜻한 푈은 아르본까지 느껴진다.

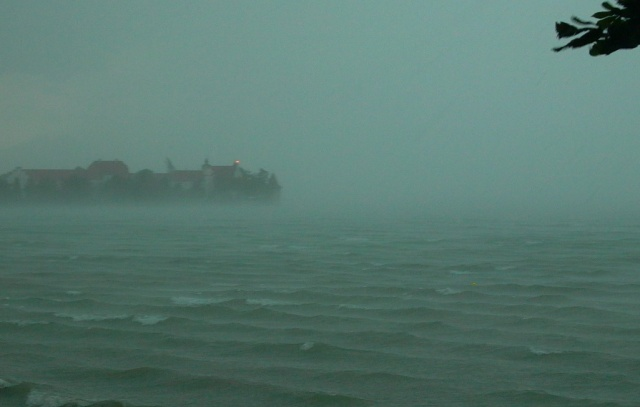
콘스탄스호의 폭풍

여름에는 따뜻한 전기 폭풍이 일반적이다. 아르본은 콘스탄스 호수의 보트에 대한 폭풍 경고 시스템을 갖추고 있으며, 이웃 마을과 긴밀하게 협력하고 있다.
1월 평균 기온은 -2~0°C이다. 7월 평균 기온은 15~18°C이다. 연평균 강수량은 80~100cm이다.

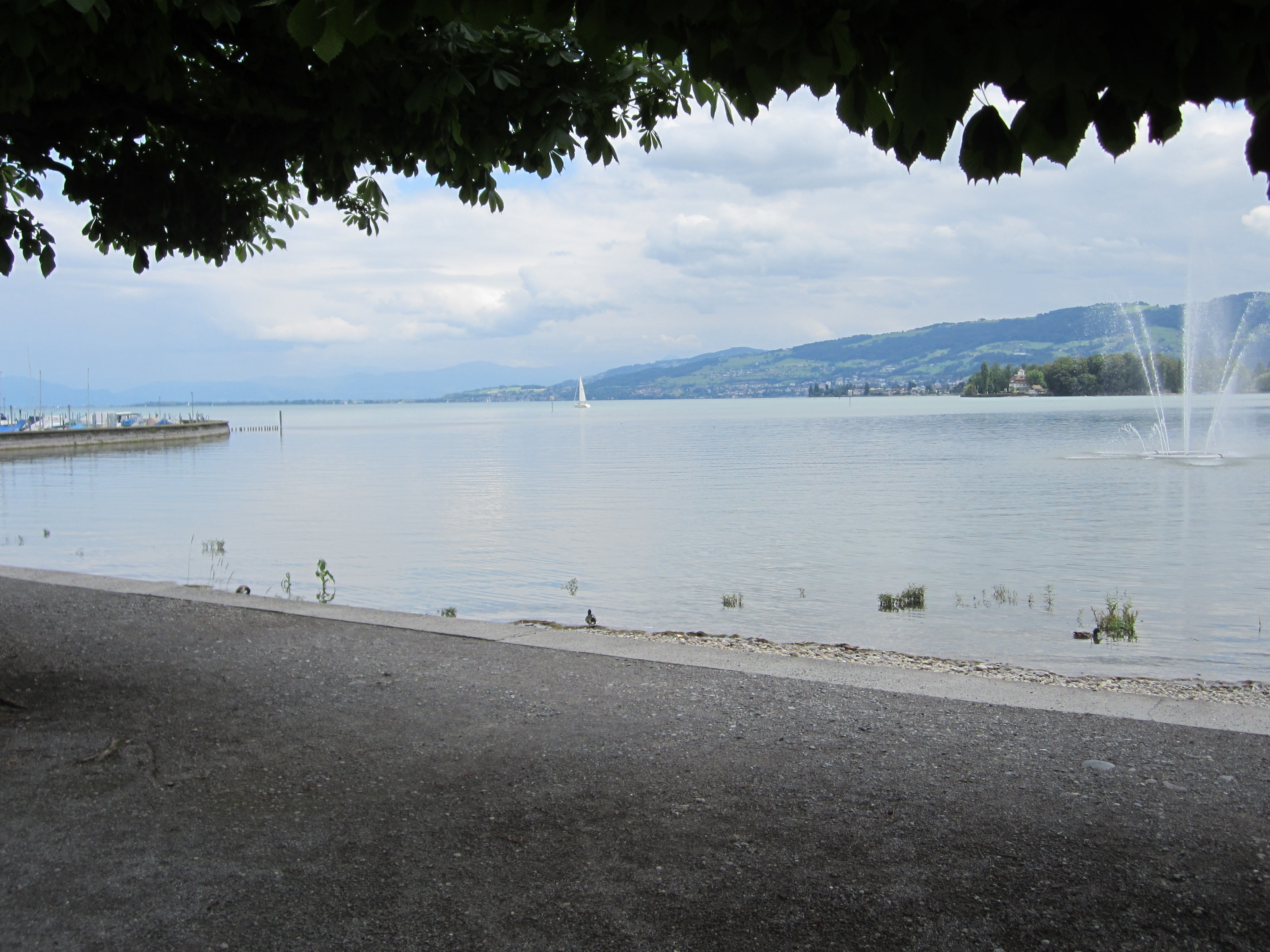
아르본에서 콘스탄스호의 풍경

바람이 많이 부는 콘스탄스 호수는 항해와 윈드서핑을 즐기기에 가장 좋은 곳이다.
겨울에는 연못과 호수가 천천히 얼어붙다. 1963년에 콘스탄스 호수가 얼어붙어 거의 100년에 한 번꼴로 발생했다.

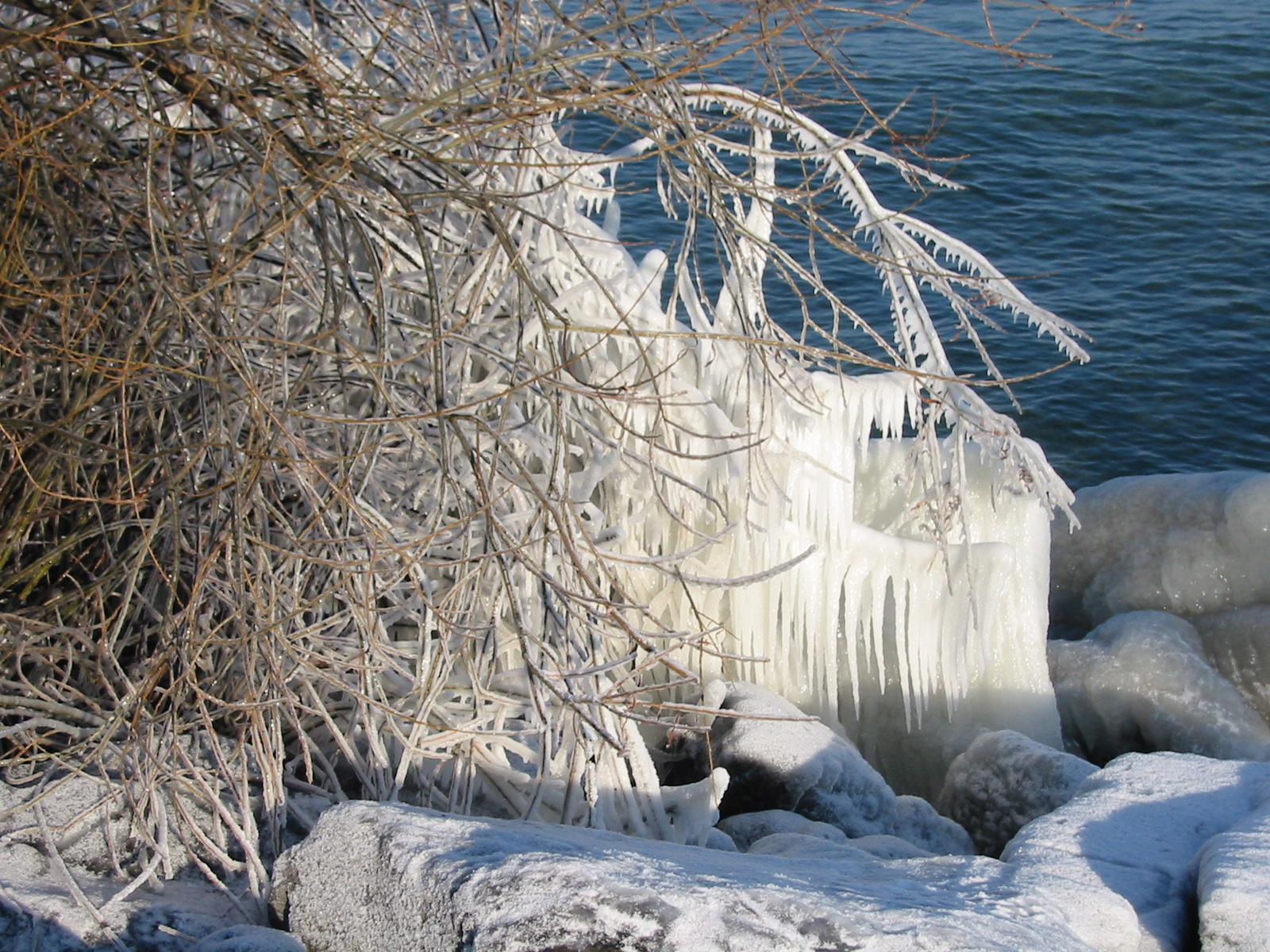
동결된 호수

## 역사
아르본 근처의 콘스탄스 호수 기슭은 석기 시대부터 사람이 거주했다. 1885년과 1944년의 고고학 발굴에서 석기 시대와 청동기 시대의 수상 가옥이 발견되었다. 처음에는 이것들이 죽마 위에 세워졌기 때문에 물 위에 지어졌다고 가정했다. 그러나 지금은 육지가 늪에 있었기 때문에 해안에 있었고, 이런 식으로 지어진 것으로 알려져 있다.
로마 시대에 베르클리는 아마도 로마의 요새였을 것이다. 높아진 상황과 호수의 전망은 전략적으로 중요했다. 1957년 이후 정기적인 발굴을 통해 후기 로마 요새의 유적이 나타났다. 아르본의 라틴어 이름인 Arbor Felix (‘행복한 나무’를 의미)는 280년경에 처음 등장했으며, 300년 Itinerarium Antonini에 언급되어 있다.
암미아누스 마르켈리누스의 연대기에 따르면, 그라티아누스 황제는 아드리아노플 전투에서 고트족과 맞서기 위해 행군하고 있던 그의 삼촌 발렌스와 합류하기 위해 서둘러 아르본을 지나쳤다.

8세기에 이 지역은 프랑크족의 영토가 되었다.
610년 룩수일의 콜롬반을 추종하던 아일랜드 수도사들이 아르본에 정착했다. 그들은 그곳에서 카스트룸이라는 작은 기독교 정착지를 발견했다. 이 수도사 중 한 사람은 장크트갈렌 수도원의 설립자인 성 갈루스였다. 그는 627년 아르본에서 사망했다. 720년에 현재의 성이 있던 자리에 프랑크군이 요새를 건설했다. 이 초기 요새의 기초가 남아 있다. 아르본에 대한 최초의 서면 언급은 771년의 "Itinerarium Antonini"에서 아르보넨제 파고와 같이 언급되어 있다.

아르본은 콘스탄스 호수의 남쪽 해안 대부분과 함께 콘스탄스의 주교후에 속했다. 1255년 에버하르트 폰 발트부르크 주교는 아르본에게 그 지역의 시장 권리를 부여하고 성벽을 건설했다. 그 세기에는 주변 농장에서 주민들이 유입되었다. 1262년부터 1264년까지, 그리고 1266년에 다시 1266년에 슈바비아의 젊은 공작 호헨슈타우펜의 콘라딘은 콘스탄스의 주교가 그의 보호자였기 때문에 아르본에 거주했다. 슈타이나흐, 뫼르쉬빌, 호른, 골다흐, 에그나흐, 로크빌 및 슈타이네브룬의 주변 마을은 모두 아르본 교구에 속했다.
14세기에는 더욱 성장했다. 린넨 생산 및 기타 공예품이 개발되었다. 1322년에서 1334년 사이에 루돌프 폰 몽포르 주교는 무너져가는 요새를 재건했다. 1390년 원인을 알 수 없는 화재로 알트슈타트의 대부분이 파괴되었다. 1494년 두 번째 화재는 목매달린 도둑의 아들들에 의해 발생했다.
1460년에 투르가우가 스위스 아이드게노센에 의해 정복되었을 때 콘스탄스의 주교는 아르본을 유지했다. 그러나 1499년의 슈바벤 전쟁에서 그들은 영토에 대한 시민권을 상실하고 오직 교회의 패권만을 유지했다. 아르본은 그 때 구스위스 연방의 일부가 되었다.
현재 형태의 아르본성은 휴고 폰 호횐란덴베르크 주교가 1515년에 지었다. 타워는 더 오래되었으며, 993년으로 거슬러 올라간다.

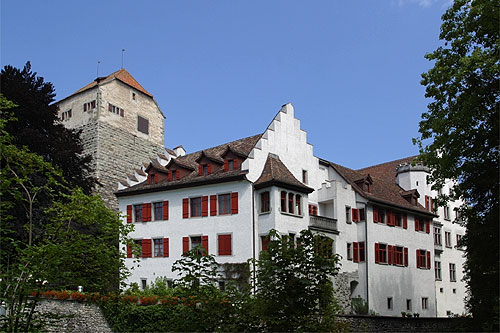
아르본성

1525년에 종교 개혁의 첫 번째 여파가 아르본에 미쳤다. 1537년에 개혁된 회중은 성 마르틴 교회를 가톨릭 교회로 반환하고 에르드하우젠의 예배당에서 모이도록 강요받았지만, 소수의 인구만이 가톨릭을 유지했다. 종교적 갈등은 18세기까지 계속되었다. 1712년 투르가우는 다양한 종교의 평등을 선언했다.

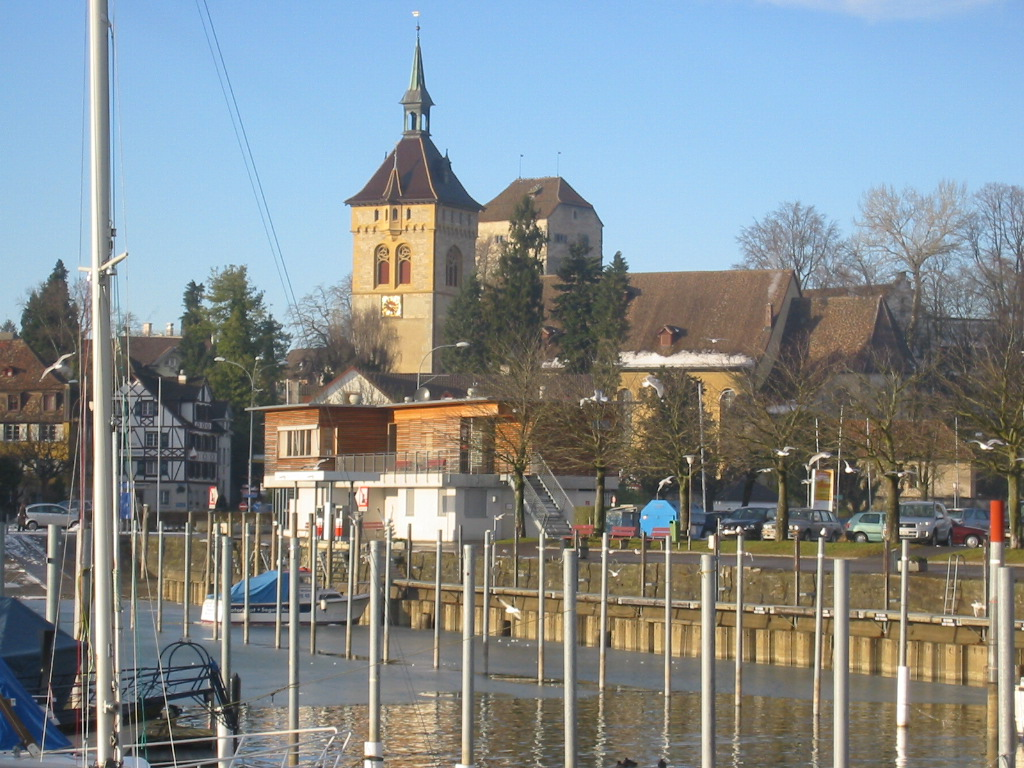
성마르틴 교회와 선착장

18세기에 아르본에서 린넨과 자수 산업이 시작되었다. 산업가들은 1750년에 지어진 «Rotes Haus»와 같은 매력적인 빌라를 이 지역에 지었다.

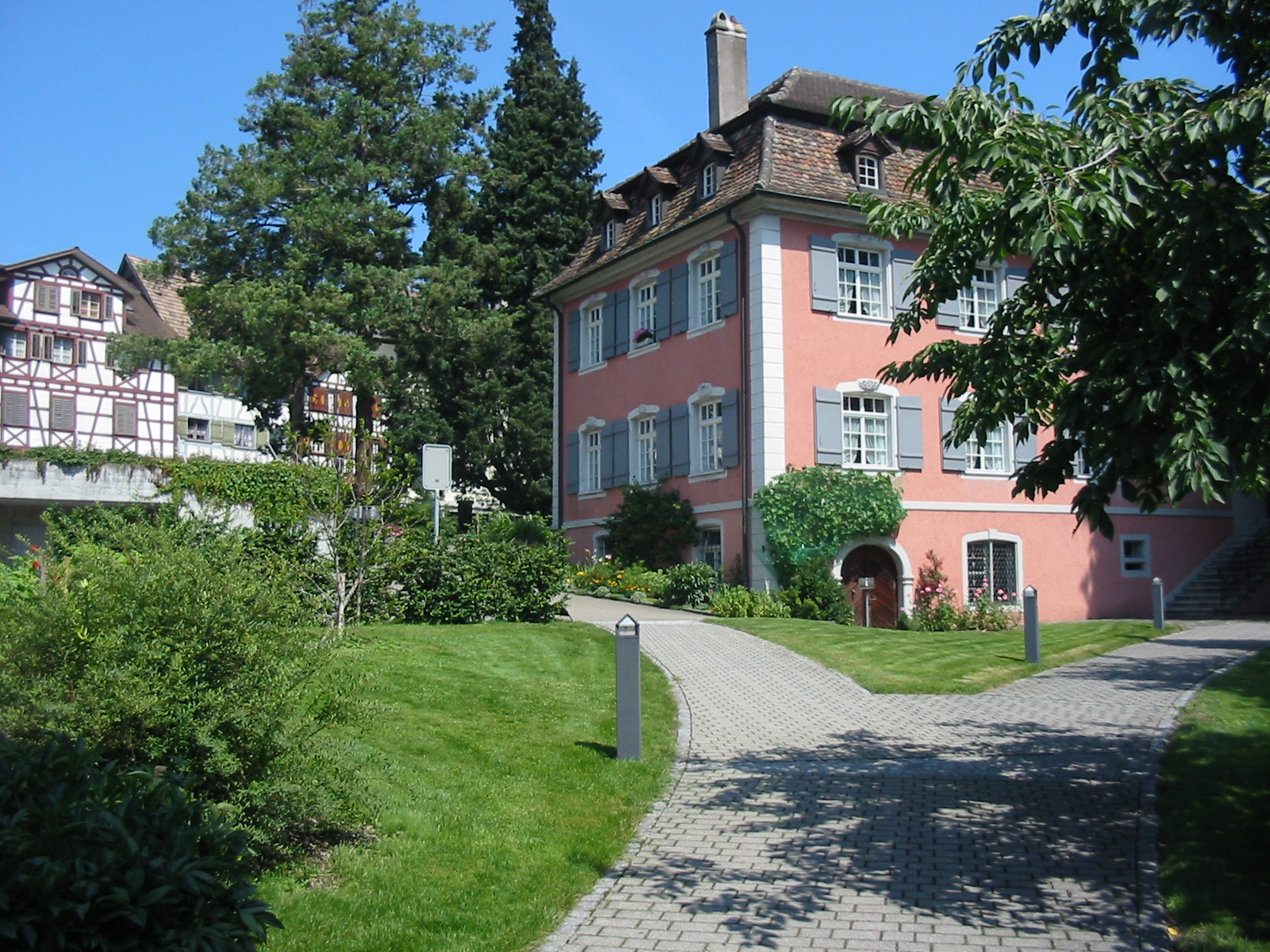
1750년 지어진 로테스 하우스

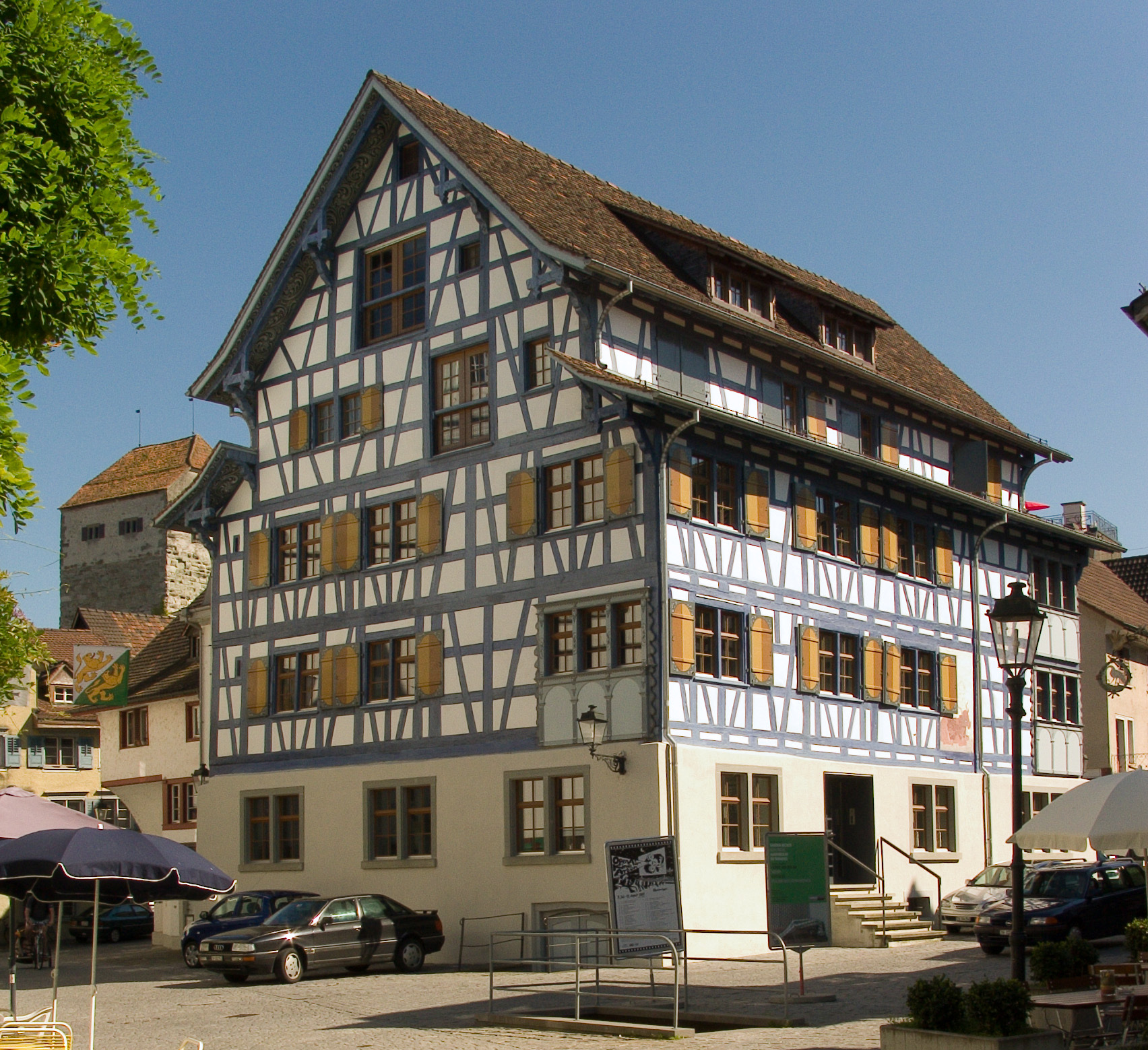
1718년 지어진 오센

1798년 투르가우는 스위스의 나머지 지역과 함께 프랑스 군대에 의해 점령되었다. 스위스 헌법의 채택은 콘스탄스 주교에 대한 아르본의 의존을 종식시켰다. 주교의 대리인인 프란츠 자베르 비르츠 폰 루덴츠는 강제로 도시를 떠났다. 1803년에 아르본은 투르가우의 새로운 주의 일부가 되었다. 1803년부터 1815년까지, 아르본과 호른(장크트갈렌주의 한 구역)은 하나의 시정촌으로 통합되었다.
19세기에 아르본은 경제 및 제조 중심지로 발전했다. 이것은 주로 1863년에 그의 주조소를 장크트갈렌에서 아르본으로 이전한 산업가 프란츠 자우러의 선구적인 노력 덕분이었다. 1888년부터 그의 공장은 모든 종류의 기계와 모터를 제작했다. 1983년까지 Adolph Saurer AG 공장은 트럭과 버스를 생산했으며, 1986년까지 군용 차량을 생산했다. 오늘날 공장은 섬유 기계만 생산한다. 전성기에는 5000명의 노동자를 고용했다. 인구는 1844년 660명에서 세기 전환기에 10,000명 이상으로 증가했다.
20세기 초부터 아르본에는 스위스 이외의 소수 민족이 있었다. 1902년 소수 민족 간의 긴장이 폭동을 일으켜 여러 명이 사망했다.
1911년 아르본은 국제사회주의대회가 개최된 곳이었다. 1920년대부터 1950년대까지 사민당 다수파가 이 도시에서 권력을 잡았고, 그곳은 레드 아르본으로 알려졌다.

## 인구
1860년에서 1910년 사이에 인구는 산업화로 인해 크게 증가했다. 아르본은 투르가우 주의 가장 큰 도시가 되었다. 제2차 세계 대전 중 독일과의 근접성 (보덴 호수 건너편)과 국경에서 도주하는 바람 때문에 인구가 줄어들었다. 그러나 전쟁 후 인구가 돌아왔다.
오늘날 프라슈나흐트, 슈타헨, 크라트체른, Speiserlehn, Fetzisloh의 추가로 인해 2020년 12월 기준으로 인구는 14,950명이다. 2008년 기준으로 인구의 28.9%가 외국인이다. 지난 10년(1997-2007) 동안 인구는 0.7%의 비율로 변화했다. 2000년 기준으로 대부분의 인구는 독일어 (84.5%)를 사용하며, 이탈리아어가 두 번째로 많이 사용(4.0%)되고, 세르보-크로아티아어가 세 번째(2.9%)로 사용된다. 아르본은 현재 프라우엔펠트와 크로이츠링겐에 이어 주에서 세 번째로 큰 도시이다.

## 인구통계

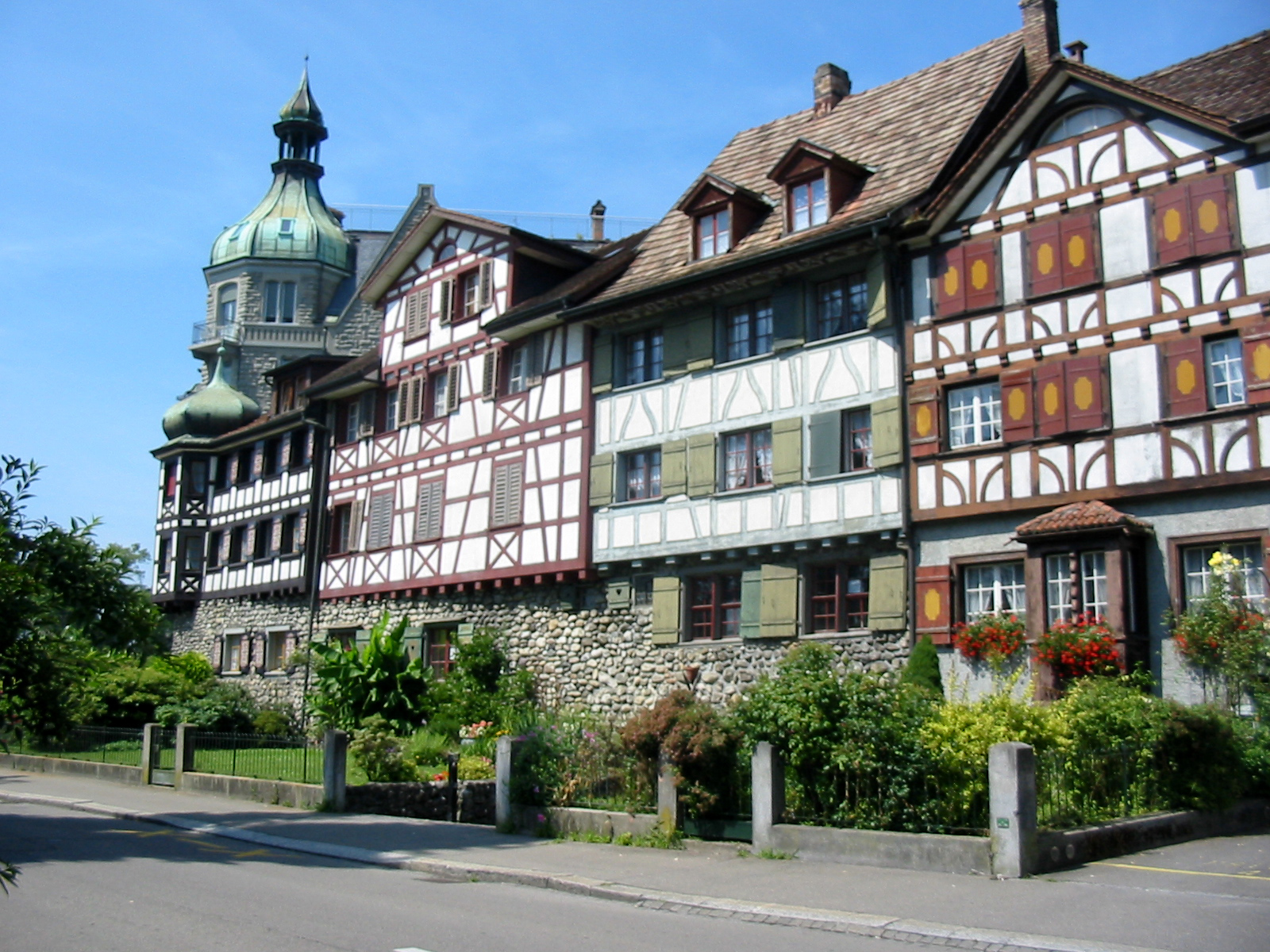
아르본의 거리

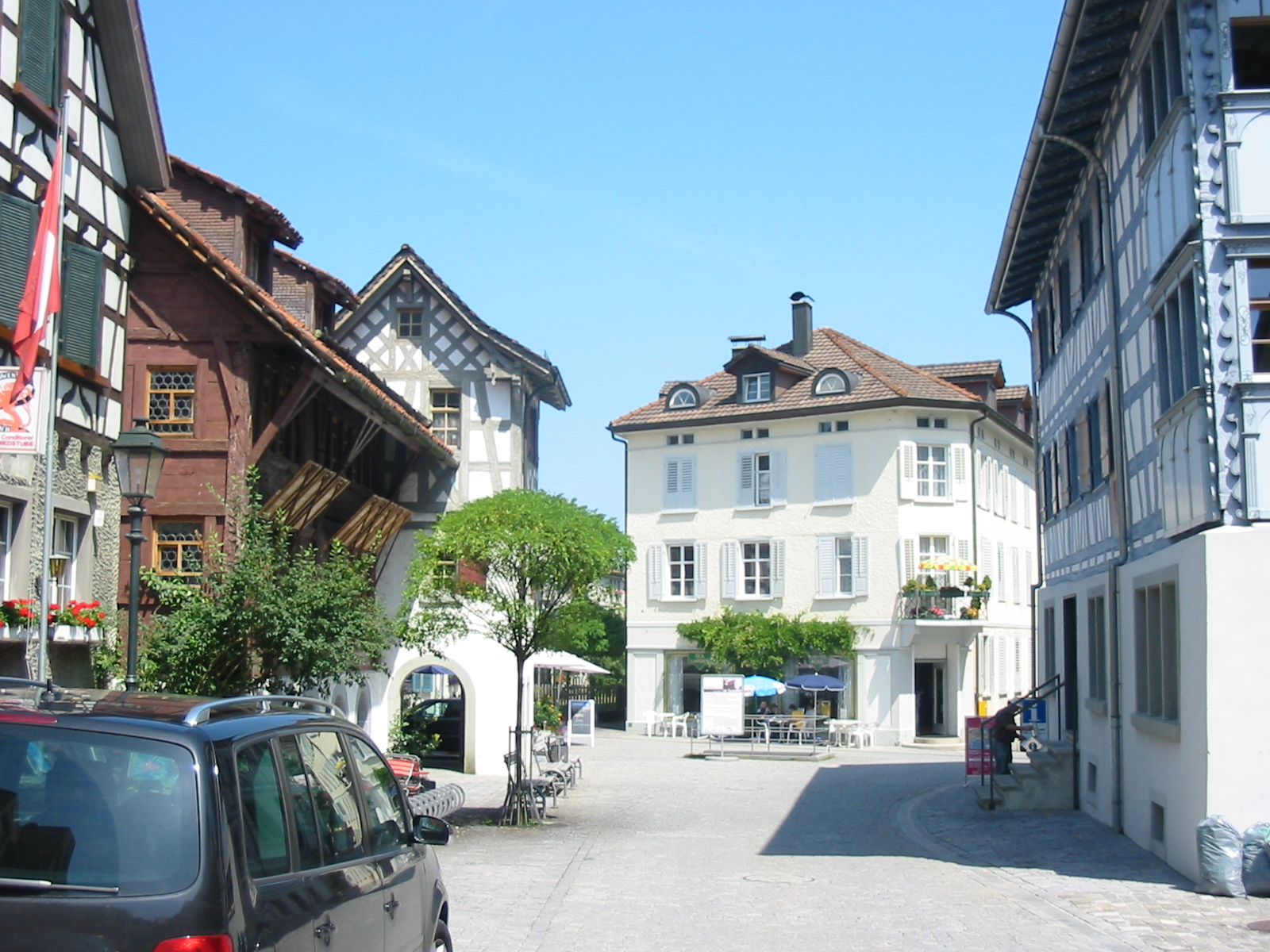
아르본의 거리와 주택

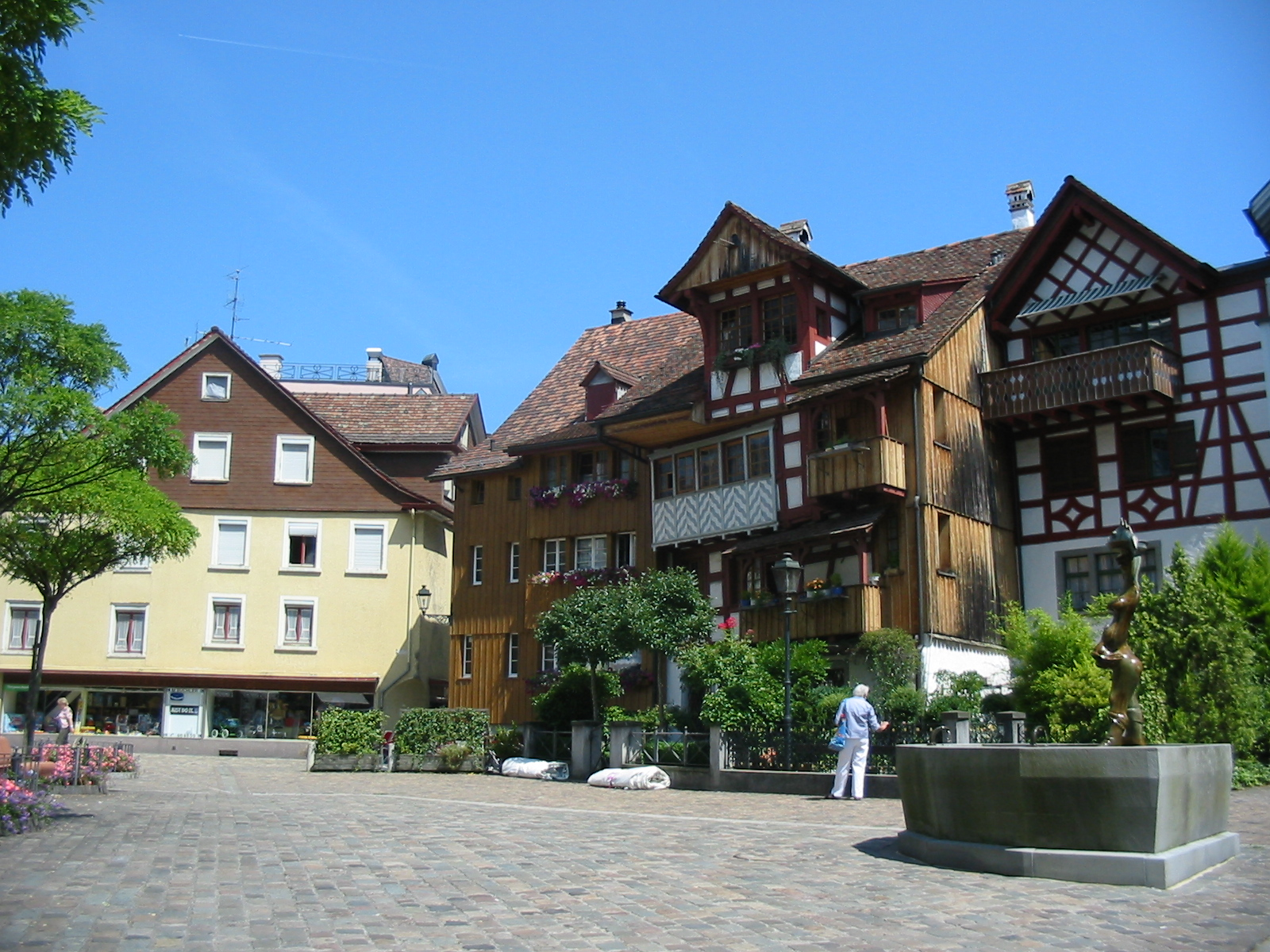
아르본의 주택

2008년 기준으로 인구의 성별 분포는 남성 49.6%, 여성 50.4%이다. 인구는 4,572명의 스위스 남성(인구의 34.1%)과 2,091명(15.6%)의 비스위스계 남성으로 구성되었다. 스위스 여성은 4,977명(37.1%), 비스위스계 여성은 1,787명(13.3%)이었다.
2008년에는 스위스 시민이 74명, 비스위스계 시민이 33명이었고, 같은 기간에 스위스 시민이 131명, 비스위스계 시민이 10명 사망했다. 이민과 이주를 무시하면, 스위스 시민의 인구는 57명 감소했고, 반면 외국인 인구는 23명 증가했다. 스위스에서 다른 나라로 이주한 스위스 남자 1명, 스위스에서 다른 나라로 이주한 스위스 여자 2명, 스위스에서 다른 나라로 이주한 비스위스계 남자 128명이 있었다. 스위스에서 다른 나라로 이주한 95명의 비스위스계 여성. 2008년 전체 스위스 인구 변화(모든 출처에서)는 16명이 증가했고 비스위스계 인구 변화는 170명이 증가했다. 이는 1.4%의 인구 증가율을 나타낸다.
2009년 현재 아르본의 연령 분포는 다음과 같다. 1,215명(인구의 9.0%)이 0~9세이고 1,501명(11.2%)이 10~19세이다. 성인 인구 중 1,783명(인구의 13.3%(20~29세))이 있다. 1,708명(12.7%)은 30~39세, 2,224명(16.6%)은 40~49세, 1,690명(12.6%)은 50~59세이다. 고령자 분포는 1,476명(인구의 11.06%)이 69세는 1,080명(70~79세)이 8.0%, 80~89세가 625명(4.7%), 90세 이상이 128명(1.0%)이다.
2000년 기준 거실당 평균 거주자 수는 0.57명으로, 방당 주 평균인 0.56명과 거의 같다. 이 경우 방은 일반 침실, 식당, 거실, 주방 및 거주 가능한 지하실과 다락방과 같이 최소 4㎡의 주택 단위 공간으로 정의된다.
전체 가구의 약 26%가 소유주, 즉 임대료(모기지 또는 임대차 계약이 있을 수 있음)를 내지 않았다. 2000년 기준으로 자치단체의 개인가구는 5,678가구로 가구당 평균 2.2명이 거주하고 있다. 2000년에는 총 1,646개 주거동 중 931호(전체의 56.6%)가 단독주택이었다. 2세대(8.2%)가 135채, 3세대(8.9%)가 147채, 다가구(26.3%)가 433채였다. 자녀가 없는 부부는 3,250명(25.2%), 자녀가 있는 부부는 6,146명(47.6%)이었다. 한부모 가정에 거주하는 사람은 857명(6.6%)이었고, 한부모 또는 양부모와 함께 사는 성인 자녀가 87명, 친척으로 구성된 가구에 거주하는 사람이 61명, 한 가구에 거주하는 사람이 92명이었다. 혈연이 아닌 사람들로 구성되며, 351명은 시설에 수용되거나 다른 유형의 공동 주택에 살고 있다.
2008년 시정촌 공실률은 1.73%였다. 2007년 기준 신규주택 건설률은 인구 1,000명당 1.3세대였다. 2000년에 시정촌에는 6,400채의 아파트가 있었다. 가장 흔한 아파트 크기는 방 4개짜리 아파트였으며, 그중 2,164호가 있었다. 1인실 아파트 267채와 6실 이상 아파트 485채가 있었다. 2000년 현재 아르본의 평균 아파트 임대료는 979.90 스위스 프랑이었다.(CHF)/월(US$780, £440, €630, 2000년 환율). 방 1개짜리 아파트의 평균 가격은 490.98 CHF(US$390, £220, €310)였고, 방 2개짜리 아파트는 약 729.51 CHF(US$580, £330, €470)였으며, 방 3개짜리 아파트는 약 897.10 CHF(US$720, £400, €570) 및 6개 이상의 방 아파트 비용은 평균 1453.57 CHF(US$1160, £650, €930)이다. 아르본의 평균 아파트 가격은 전국 평균 1116CHF의 87.8%였다.
역사적 인구는 다음 표에 나와 있다.
| 년도 | 인구 (지자체) | 인구 (뷔르커게마인데) |
| ---- | ------------- | --------------------- |
| 1824 |               | 645                   |
| 1850 | 927           |                       |
| 1870 | 1,919         | 1,396                 |
| 1888 | 3,073         | 2,500                 |
| 1910 | 10,299        | 9,598                 |
| 1941 | 8,570         | 7,897                 |
| 1970 | 13,122        | 12,227                |
| 1990 | 12,415        | 11,043                |

### 종교
투르가우 주의 많은 장소와 마찬가지로 아르본은 루터/개혁교회와 가톨릭으로 나뉜다. 성마르틴은 인근 갈루스 예배당과 마찬가지로 카톨릭이다. 베르클리에는 루터교 교회가 있고, 프라이키르헨에는 감리교 교회가 있다. 최근에 발칸반도, 특히 코소보에서 이슬람교도가 유입되었다.
2000년 인구 조사에서 로마 가톨릭 신자는 5,090명(39.4%)이었고, 스위스 개혁 교회는 4,176명(32.4%)이었다. 나머지 인구 중 스위스 크리스찬 가톨릭 교회 신자는 8명(약 0.06%)이었으며, 정교회에 속한 신자는 371명(약 2.87%), 다른 기독교 교회에 속한 449명의 개인(약 3.48%)이 있다. 1명의 유대인이 있었고, 1,167명(약 9.04%)이 이슬람교였다. 다른 교회(약 0.81%)에 속한 104명(약 0.81%)이 다른 교회(인구 조사에 등재되지 않음), 941(약 7.29%)이 어떤 교회에도 속하지 않고, 불가지론 또는 무신론자이며, 599명의 개인(약 4.64%)가 질문에 대답하지 않았다.

## 교육
전체 스위스 인구는 일반적으로 교육 수준이 높다. 아르본에서는 인구의 약 76.1%(25세에서 64세 사이)가 필수가 아닌 고등교육 또는 추가 고등교육(대학 또는 응용학문대학)을 완료했다.
아르본은 아르본 초등학교 학군 이 있는 곳이다. 그것은 또한 아르본 중등 교육구가 있는 곳이기도 하다. 2008/2009 학년도에는 초등학교 학군에 884명의 학생이 있다. 유치원에는 203명의 아이들이 있다. 그리고 평균 학급 규모는 18.45명의 유치원생이다. 유치원에 다니는 아동 중 89명(43.8%)가 여자이고, 83명(40.9%)가 스위스 시민이 아니며, 16명(7.9%)가 독일어를 모국어로 사용하지 않는다. 하위 및 상위 기본 수준은 약 5-6세에 시작하여 6년 동안 지속된다. 356명의 하위 초등학교 아동과 325명의 상위 초등학교 아동이 있다. 초등학교의 평균 학급 규모는 21.17명이다. 하위 초등단계에는 167명의 어린이 또는 전체 인구의 46.9%가 여성이고, 146명(41.0%)는 스위스 시민이 아니며, 4명(1.1%)는 독일어를 모국어로 사용하지 않는다. 상위 초등단계에는 여성이 148명(45.5%), 스위스 시민이 아닌 126명(38.8%), 독일어를 모국어로 사용하지 않는 3명(0.9%)가 있다.
중등 교육구에는 585명의 학생이 있다. 중등 수준에서 학생들은 성과에 따라 나뉜다. 중등 단계는 약 12세에 시작하여 보통 3년 동안 지속된다. 고급 학교에 다니는 299명의 십대가 있으며, 그중 154명(51.5%)가 여성이고, 45명(15.1%)가 스위스 시민이 아니며, 8명(2.7%)가 독일어를 모국어로 사용하지 않는다. 표준 학교에 다니는 262명의 십대가 있으며, 그중 124명(47.3%)는 여성, 112명(42.7%)는 스위스 시민이 아니며, 21명(8.0%)는 독일어를 모국어로 사용하지 않는다. 마지막으로, 특수 또는 교정 수업에 있는 24명의 십대가 있다. 그중 11명(45.8%)는 여성, 11명(45.8%)는 스위스 시민이 아니며, 4명(16.7%는 독일어를 모국어로 사용하지 않는다. 중등 수준의 모든 학급의 평균 학급 규모는 20.04명이다.
아르본에는 아르본 시립 도서관이 있다. 도서관은 2008년 현재 1,026권의 책 또는 기타 매체를 보유하고 있으며, 같은 해에 56,588권을 대출했다. 그해에는 주당 평균 14.5시간씩 총 250일을 열었다.

## 경제
2007년 현재 아르본의 실업률은 2.97%이다. 2005년 현재 1차 경제 부문에 75명이 고용되어 있고, 이 부문에 약 19개 기업이 참여하고 있다. 2,458명의 사람들이 2차 부문에 고용되어 있고, 이 부문에 127개의 기업이 있다. 3,026명의 사람들이 3차 부문에 고용되어 있으며, 이 부문에는 480개의 기업이 있다. 2000년에 8,320명의 근로자가 시정촌에 살았다. 이 중 3,313명(39.8%)의 거주자가 아르본 외곽에서 일했고 3,266명이 일을 위해 시정촌으로 통근했다. 지자체에는 총 8,273개의 일자리(주당 최소 6시간)가 있었다. 노동인구 중 11.8%는 대중교통을 이용해 출근했고 48%는 자가용을 이용했다.

## 정부
2015년 ~ 2019년 아르본 시의회
5명의 시의원으로 구성된 시의회 외에도 아르본에는 30명으로 구성된 시의회(Stadtparlament)가 있다.
타운 의회의 마지막 선거는 2015년부터 2019년까지의 임기 동안 2015년 3월 8일에 실시되었다. 현재 시의회는 사회민주당(SP) 8명, 자유당(FDP) 7명, 기독교민주당(CVP) 6명, 스위스인민당(SVP) 6명, 복음주의인민당(EVP) 2명으로 구성돼 있다.

## 교통
1993년부터 아르본은 A1 고속도로에 진입했다. 이것으로 장크트갈렌과 취리히로 쉽게 이동할 수 있다. 이전에는 구불구불한 광역도로만 있었다.
아르본은 또한 로르샤흐, 로만스호른, 크로이츠링겐까지 가는 호수선에 있으며, 아르본역과 아르본 제무스리트역 두 역이 있다. 두 개의 버스 노선이 암리스빌과 장크트갈렌까지 운행한다.

## 국가중요문화재
블라이쉬(선사 시대 호숫가 정착지), 갈루스 예배당, 성마르틴 가톨릭 교회, 아르본성과 역사 박물관, 후기 로마 요새는 국가적으로 중요한 스위스 문화 유산으로 등재되어 있다. 아르본 시 전체가 ISOS 도시이며, 크라트체른의 작은 마을도 마찬가지이다.
블라이쉬 2-3번 유적지는 유네스코 세계 문화 유산 알프스 주변의 선사시대 말뚝 주거지의 일부인 선사 시대 말뚝 주거지 (또는 수상 가옥)이다..

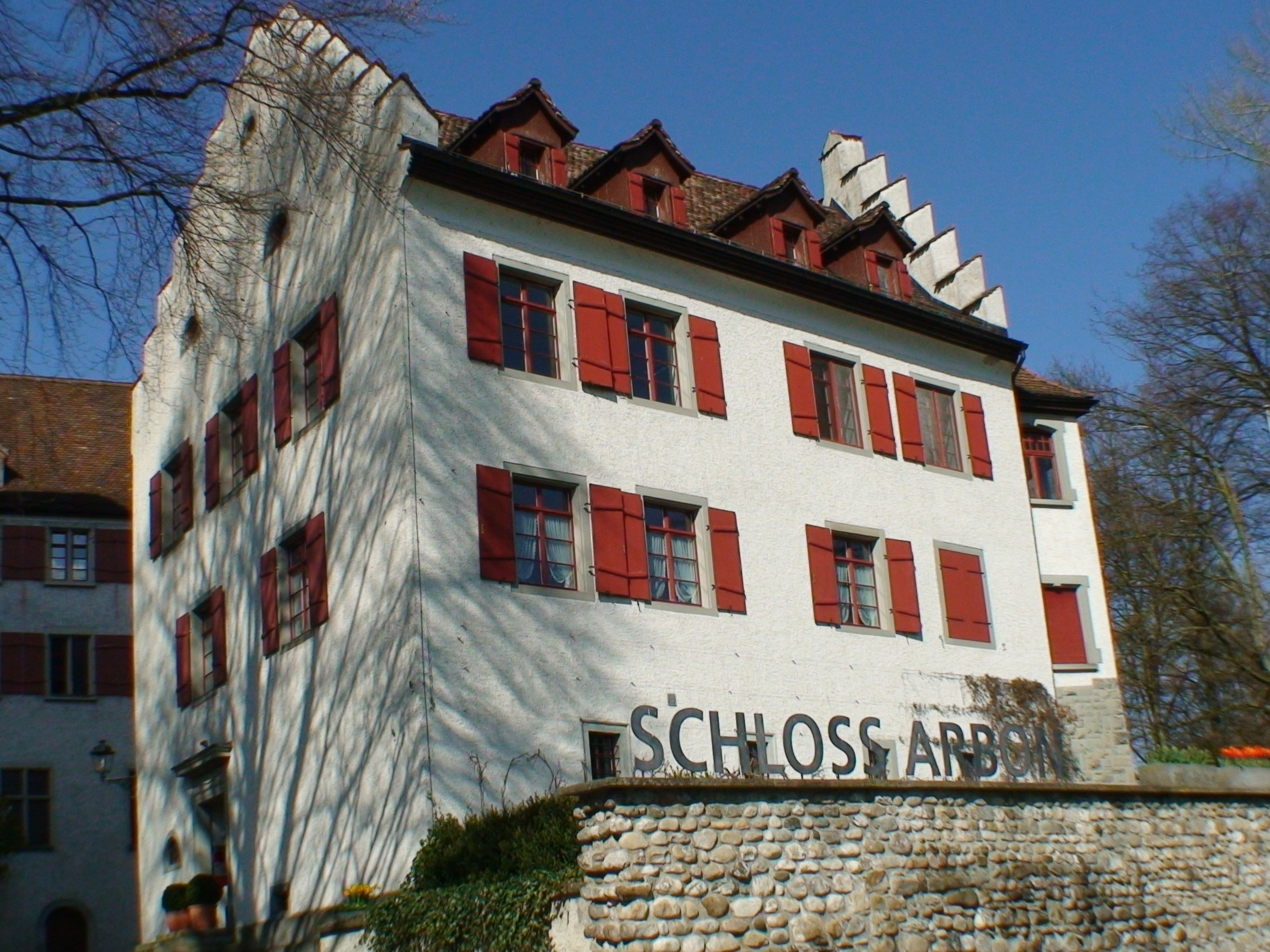
아르본성
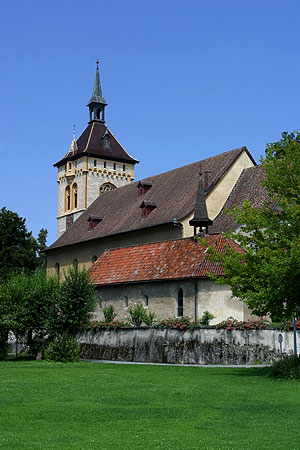
성마르틴 교회
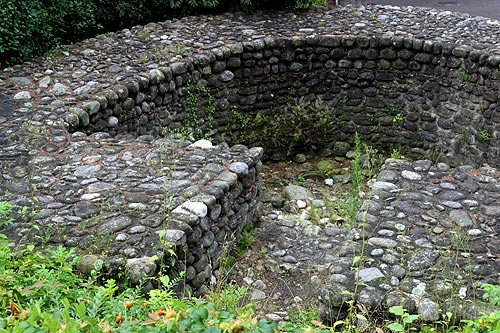
로마시대 성 유적지